# سكوت نيومان
سكوت نيومان (3 نوفمبر 1979 - ) (بالإنجليزية: Scott Newman)‏ هو لاعب كريكت بريطاني. لعب مع نادي مقاطعة سري للكريكت ‏ ونادي مقاطعة ميدلسكس للكريكت ‏ وKent County Cricket Club ‏ ونادي مقاطعة نوتنغهامشير للكريكت ‏.

## وصلات خارجية
- سكوت نيومان على موقع إي آس بي آن كريك إنفو (الإنجليزية)